# Джойи, Дэн
Дэн Джойи (англ. Dan Joye, 19 февраля 1985, Сан-Томе, Венесуэла) — американский саночник, выступавший за сборную США с 1998 года по 2010-й. Участник двух зимних Олимпийских игр, многократный призёр национального первенства.

## Биография
Дэн Джойи родился 19 февраля 1985 года в венесуэльском городе Сан-Томе и уже потом вместе с семьёй переехал в США. Активно заниматься санным спортом начал в возрасте четырнадцати лет, в 1999 году прошёл отбор в национальную сборную и стал принимать участие в различных международных соревнованиях, выступая в паре с Престоном Гриффоллом. В сезоне 2004/05 дебютировал на этапах взрослого Кубка мира, заняв в общем зачёте девятое место, кроме того, на домашнем чемпионате мира в Парк-Сити пришёл к финишу шестым. Благодаря череде удачных выступлений Джойи удостоился права защищать честь страны на зимних Олимпийских играх 2006 года в Турине, в финальных состязаниях ему удалось дойти до восьмого места мужского парного разряда. На чемпионате мира 2007 года в австрийском Иглсе был семнадцатым, а после окончания всех кубковых этапов поднялся в рейтинге саночников до тринадцатого места.
Начиная с сезона 2007/08 Дэн Джойи сменил партнёра и начал выступать в паре с Кристианом Никкамом. Решение оказалось удачным, поскольку результаты впоследствии резко пошли вверх. Так, на чемпионате мира 2008 года в немецком Оберхофе он финишировал шестым, а в общем зачёте Кубка мира расположился на восьмом месте. В 2009 году на домашнем мировом первенстве в Лейк-Плэсиде повторил достижение прошлого года — вновь шестая позиция, и в кубковом зачёте оказался тринадцатым. Ездил соревноваться на Олимпийские игры 2010 года в Ванкувер, где сумел добраться до шестого места мужского парного разряда, то же шестое место имел в рейтинге сильнейших саночников мира на конец сезона.
Так как конкуренция в сборной на тот момент сильно возросла, сразу после этих соревнований вынужден был уйти из санного спорта, уступив место молодым американским саночникам. Ныне вместе с семьёй проживает в городке Кармел, штат Нью-Йорк, свободное время любит проводить за прослушиванием музыки.